# Neolamprologus tretocephalus
Neolamprologus tretocephalus é uma espécie de peixe da família Cichlidae.
Pode ser encontrada nos seguintes países: Burundi, República Democrática do Congo e Tanzânia.